# حباب (رایانه)
حباب در رایانش یک سکسکه یا تأخیر در اجرای دستور در پردازش خط لوله (به انگلیسی: Pipe line) است.
در شکل زیر، اجرای دو سری دستور مشابه در خط لولهٔ ۴ مرحله‌ای دیده می‌شود که در اولی بدون حباب اجرا شده است و در دومی به دلیل یک تأخیر در واکشی (به انگلیسی: Fetch) دستور زرشکی رنگ در چرخهٔ دوم، یک حباب ایجاد شده و این حباب باعث عقب افتادگی همه دستورهای پس از آن شده است.
|            |              |
| اجرای عادی | اجرا با حباب |